# Робеко Павезе
Робеко Павезе (итал. Robecco Pavese) је насеље у Италији у округу Павија, региону Ломбардија.
Према процени из 2011. у насељу је живело 256 становника. Насеље се налази на надморској висини од 75 м.

## Становништво
Према резултатима пописа становништва 2011. у општини је живело 569 становника.
| 1931. | 1936. | 1951. | 1961. | 1971. | 1981. | 1991. | 2001. | 2011. |
| ----- | ----- | ----- | ----- | ----- | ----- | ----- | ----- | ----- |
| 870   | 839   | 842   | 818   | 752   | 691   | 603   | 547   | 569   |